# Jean Tigana
Jean Amadou Tigana (født 23. juni 1955 i Bamako, Mali) er en malisk født tidligere fransk fodboldspiller og træner, der som central midtbanespiller på det franske landshold var med til at vinde guld ved EM i 1984 og nå semifinalerne ved både VM i 1982 og VM i 1986. Han er (pr. september 2010) træner for Girondins Bordeaux
På klubplan spillede Tigana for klubberne Sporting Toulun Var, Olympique Lyon, Girondins Bordeaux og Olympique Marseille. Hans præstationer skaffede ham et omdømme som en af sin generations bedste franske spillere
Efter sit karrierestop kastede Tigana sig over trænergerningen. Efter at have stået i spidsen for sin gamle klub Olympique Lyon og en anden fransk klub, AS Monaco, har Tigana desuden haft ansvaret for engelske Fulham F.C. samt Beşiktaş i Tyrkiet. Pr september 2010 er han ansvarhavende i Girondins Bordeaux.